# زردنجان
زردنجان هي قرية في مقاطعة أصفهان، إيران. يقدر عدد سكانها بـ 712 نسمة بحسب إحصاء 2016.